# Автомобиль на крыше
«Автомобиль на крыше» — советская комедия 1980 года, снятая на киностудии «Арменфильм» режиссёром Дмитрия Кесаянцем.

## Сюжет
1920-е годы, в маленьком провинциальном армянском городке Айкаван только что установленная Советская власть в лице милиционера Аршо и комсомолки Софик проводит социальные перемены.
Парочка молодых идеалистов решает, что «автомобиль не роскошь, а средство передвижения в коммунизм», и начинает бурную деятельность по внедрению нового вида транспорта. Масса преград стоит на их пути, «нэпманы» строят козни подстрекая извозчиков к бунту, дело доходит до стрельбы.
Непросто изменить отношение горожан к автомобилю, который оказывается установленным в виде памятника — ведь для автомобиля требуется дорога, и герои, заражая население своим энтузиазмом, поднимают на стройку весь город.
Но ещё сложнее изменить отношение людей к людям — параллельно развивается драматичная история: горожане отказывают проститутке Варсо войти на тротуар новой дороги, её не признают частью общества. Варсо остро переживает это, она тянется к новой жизни, но подвергается обструкции горожан, над ней учиняется физическая расправа.
Благодаря стараниям героев, которые ведь не ради общедоступности автомобиля меняют старые порядки, печальная судьба девушки изменяется.

## В ролях
- Аршак Оганян — Аршо, милиционер
- Элеонора Микоян — Софик, комсомолка
- Тамара Оганесян — Варсо, проститутка
- Тигран Мхитарян — Фанос
- Грачья Костанян — Азат
- Армен Сантросян — Бекмеликян
- Маргарита Карапетян — старуха Манишак
- Гегам Арутюнян — мастер Оник
- Азат Шеренц — Карабала
- Ашот Нерсесян — извозчик

В эпизодах: Валерий Харютченко, Виген Степанян, Сурен Оганесян, Грант Тохатян и другие.

## Критика
Отмечается, что фильм жанрово разнообразен — нет внутреннего художественного единства между разными по настрою сценами — «в картине возвышенное, романтическое и комическое, гротескное по преимуществу чередуются, а не образуют сплав», но в этом и заключается присущая творческой индивидуальности режиссёра особенность композиционного решения:

Картина сделана в свойственной этому режиссёру манере совмещения комического и возвышенного. … В фильме прежде всего привлекает самобытность почерка Д. Кесаянца. Но как, правильно заметил Анри Вартанов, приемы эксцентрики в картине нередко носят самоценный характер.— Армянское советское искусство на современном этапе. — Издательство АН Армянской ССР, 1987. — 200 с. — стр. 32